# فورد أف - سلسلة الجيل الأول
فورد أف - سلسلة الجيل الأول (بالإنجليزية: Ford F-Series first generation)‏ هي سيارة من صناعة شركة فورد أنتجت في 1948 وتوقف إنتاجها في 1952.